# Hamlet (film 1948)
Hamlet – brytyjski film z 1948 roku, adaptacja jednego z najsłynniejszych dzieł Williama Szekspira pt. Hamlet. Reżyseria, scenariusz i rola główna w wykonaniu Laurence’a Oliviera.

## Obsada
- Basil Sydney jako Król Klaudiusz
- Eileen Herlie jako Królowa Gertruda
- Laurence Olivier jako Hamlet
- Norman Wooland jako Horacy
- Felix Aylmer jako Poloniusz
- Terence Morgan jako Laertes
- Jean Simmons jako Ofelia
- John Laurie jako Francisco
- Esmond Knight jako Bernardo
- Anthony Quayle jako Marcellus
- Niall MacGinnis jako kapitan
- Peter Cushing jako Osric
- Stanley Holloway jako Gravedigger
- Russell Thorndike jako ksiądz

## Nagrody
Film nagrodzony:
- Złotym Lwem na 9. MFF w Wenecji
- Nagrodą BAFTA dla najlepszego filmu
- Czterema Oscarami:

| Status    | Nagroda                            | Zwycięzca/Nominowany                         |
| --------- | ---------------------------------- | -------------------------------------------- |
| Nagroda   | Najlepszy Film                     | Laurence Olivier (producent)                 |
| Nagroda   | Najlepszy Aktor Pierwszoplanowy    | Laurence Olivier (jako Hamlet)               |
| Nagroda   | Najlepsze Kostiumy Czarno-Białe    | Roger K. Furse (kostiumolog)                 |
| Nagroda   | Najlepsza Scenografia Czarno-Biała | Roger K. Furse Carmen Dillon (scenografowie) |
| Nominacja | Najlepsza Aktorka Drugoplanowa     | Jean Simmons (jako Ofelia)                   |
| Nominacja | Najlepszy Reżyser                  | Laurence Olivier (reżyser)                   |
| Nominacja | Najlepsza Muzyka                   | William Walton (kompozytor)                  |